# Ицуно, Хидэаки
Хидэаки Ицуно (яп. 伊津野 英昭; род. 7 апреля 1971, Осака) — японский геймдизайнер. Под его руководством были разработанны несколько популярных серий компании Capcom, включая Rival Schools, Power Stone, Devil May Cry и Dragon’s Dogma.

## Карьера
Хидеаки Ицуно был фанатом файтингов и был принят на работу в Capcom в 1994 году; его вступительный экзамен проходил в тот же день, что и тест на место проведения Super Street Fighter II Turbo. Он предпочёл эту компанию другим, потому что туда было легко добираться. Там он получил работу дизайнера в аркадном подразделении (которое к 1997 году было преобразовано в Production Studio 1), начав с двух игр-викторин. В тот первый год работы в компании зародился проект приквела Street Fighter; начальник Ицуно Норитака Фунамидзу увидел, что к нему не был приставлен дизайнер, и попросил его взять на себя эту роль в декабре. Другие члены команды были выходцами из той же среды, и все они собрались для того, чтобы Street Fighter Alpha имел более широкую аудиторию и захватил аудиторию, тяготеющую к бойцам SNK.
Его первой режиссёрской работой стал другой боевик, Star Gladiator, проект, в который он вошёл на полпути, чтобы исполнить своё желание: «В то время я хотел сделать такую игру с масштабным корпусом, потому что Capcom никогда не делала ничего подобного раньше. Вот почему я пришёл в компанию». Из-за визуальных эффектов и аппаратных ограничений игра работает с частотой 30 кадров в секунду, к огорчению Ицуно: «При 30 кадрах в секунду, как мне кажется, невозможно создать настоящий соревновательный файтинг, поэтому я хотел сделать линейный файтинг с 60 кадрами в секунду». Стремясь создать полигональный файтинг с частотой 60 кадров в секунду, он задумал оригинальный проект с широким охватом аудитории, что отчасти было обусловлено более сюжетно насыщенным подходом и включением ролевых элементов — им стала игра Rival Schools: United By Fate.
В первые девять лет работы Ицуно в компании большую часть его работ составляли файтинги, как в 2D, так и в 3D, в качестве режиссёра или геймдизайнера. По мере того как жанр и рынок аркадных игр сокращались, он работал над консольными играми различных жанров, занимая обе должности, которые он занимал ранее: One Piece Mansion, GioGio’s Bizarre Adventure и Auto Modellista.

### СерияDevil May Cry
После того как Ицуно закончил работу над Capcom vs. SNK 2, он приступил к созданию ролевой игры. Так как он оказался «бездельником», босс приказал ему работать над игрой Devil May Cry 2. Ицуно попросили «реорганизовать проект» в качестве дополнительной роли, что фактически означало взять на себя руководство, так как высшее руководство считало его безрезультатным. В обмен на это он должен был остаться без аккредитации, но в итоге стал единственным режиссёром, указанным в финальной версии игры. Большинство членов команды, работавших над этой игрой, не работали над Devil May Cry и не имели опыта работы с 3D-приключениями, что привело к тому, что производство сильно отставало от графика, а до дедлайна оставалось шесть месяцев. Ицуно выполнил просьбу, но был недоволен уровнем своего участия и качеством конечного продукта.
Он не хотел, чтобы Devil May Cry 2 стала его наследием в серии, поэтому ещё до завершения разработки Ицуно обратился к вышестоящему руководству с просьбой о создании Devil May Cry 3, причём он сам станет геймдизайнером с самого начала проекта. Он убедил Team Devil (команду разработчиков) остаться для этого; некоторые члены разделили его мнение, многие хотели работать с тем, чему они научились, создавая Devil May Cry 2. Были пересмотрены такие элементы геймплея, как размер окружения и боевой движок игры, а распространённые критические замечания, такие как уменьшение задиристости Данте и сложности игры, были приведены в соответствие с первой игрой. Эти изменения были встречены с похвалой, и игра была очень хорошо принята критикой.
Ицуно вернулся в качестве режиссера Devil May Cry 4. Он заявил, что визуальное оформление должно создавать приятное ощущение парения в воздухе, и что действия Devil Bringer не могут быть выполнены на консолях современного поколения, что требует нового поколения консолей, таких как PlayStation 3. Devil May Cry 4 получила коммерческий успех и была хорошо принята критиками.
Следующая игра серии, DmC: Devil May Cry, была разработана британской компанией Ninja Theory; Ицуно был курирующим режиссёром этого проекта. Обсуждая это решение, Ицуно сказал: «С DmC на этот раз мы хотели избежать проблемы, которая постигает некоторые серии, когда ты продолжаешь делать их с одной и той же командой, на одном и том же оборудовании, и это имеет тенденцию к уменьшению, а фанаты отходят от них… Мы не хотим, чтобы серия умерла». В команду разработчиков входило более девяноста человек, некоторые из которых были выходцами из Capcom. Алекс Джонс и Мотохиде Есиро выступили в качестве продюсеров, стремясь помочь Ninja Theory сделать DmC похожей на предыдущие игры Devil May Cry. Последняя работа Ицуно, Devil May Cry 5, вышла в 2019 году.

### Dragon’s Dogma
Позднее Ицуно стал геймдизайнером игры Dragon’s Dogma. В 2011 году, во время пресс-конференции, он назвал её игрой, которую он мечтал сделать ещё со школьных времён и которую наконец-то удалось реализовать благодаря техническому прогрессу. На момент пресс-конференции он руководил штатом из 150 человек в Capcom Japan в течение трёх лет разработки концепции и проекта. В процессе работы команда разработала методы, позволяющие ощутить игру в 60 кадров в секунду при 30 кадрах в секунду.
Ицуно заявил, что его команда «пришла к этому благодаря нашему опыту в экшн-играх. Мы пытаемся создать новый жанр: Мы используем наше наследие в области экшенов и превращаем его в экшен-РПГ». Ицуно отмечал влияние предыдущих работ Capcom (таких как Breath of Fire, Resident Evil, Devil May Cry и Monster Hunter), других JRPG, таких как Dragon Quest, и западных РПГ, таких как Fable и The Elder Scrolls IV: Oblivion. Ицуно позже объяснил, что они «видели много экшен-РПГ с открытым миром за эти годы, [но никогда] ни одной, которая действительно объединила бы всё воедино в экшен-частях. Мы решили, что если до сих пор не было игры, созданной людьми, которые понимают, как работает экшен, то мы должны сделать это сами. Мы хотели игру, в которой игрока бросают в мир и он должен понять, как остаться в живых, используя только свой контроллер».
Ицуно заявил, что «игра сделана так, что вы сможете победить монстров, даже если накопите EXP, соберёте хороших компаньонов и/или пешек и будете сидеть и смотреть, как разворачивается битва». Он уточнил, что, хотя игра и является экшеном, «это не всё, что в ней есть. Вы можете полностью сконфигурировать свою партию и вложить в битву столько мыслей, сколько захотите, — мы делаем это для тех, кто действительно хочет погрузиться в этот мир».
Изначально Dragon’s Dogma задумывалась как западная фэнтези-игра. В марте 2012 года Ицуно заявил, что надеется продать 10 миллионов копий игры по всему миру и один миллион в Японии. После выхода игра оказалась успешной, что побудило Capcom начать разработку продолжения. Ицуно сообщает, что команда смогла реализовать лишь 60-70 % того, что хотела сделать в первой игре, и надеется включить эти идеи в продолжение. В июне 2022 года была официально анонсирована, а в марте 2024 года вышла Dragon’s Dogma II.

### Будущее
В 2012 году Ицуно намекнул, что серии Rival Schools и Capcom vs. SNK могут возродиться. В следующем году вновь прозвучал намёк на первую серию, а также на возможность выхода новой части Devil May Cry. Ицуно также выразил заинтересованность в разработке файтинга, который бы воссоздал влияние Street Fighter II на жанр.
31 августа 2024 года Ицуно объявил о том, что он покинул Capcom спустя 30 лет и 5 месяцев работы в компании. Несколько месяцев спустя, 12 ноября, Ицуно объявил о том, что его назначили главой нового японского филиала китайской компании LightSpeed Studios (принадлежит Tencent), где теперь работает над новым оригинальным AAA-проектом.